# Lanny Joon
Lanny Joon (* in Cincinnati, Ohio) ist ein US-amerikanischer Schauspieler koreanischer Abstammung.

## Werdegang
Lanny Joon stammt aus dem US-Bundesstaat Ohio und studierte nach der Schule an der New York University, welche er jeweils mit einem Master-Grad in Fernsehjournalismus und Theater abschloss. Seit 2007 übernimmt er in erster Linie Rollen in US-amerikanischen Film- und Fernsehproduktionen, zunächst in einer Nebenrolle in dem Film West 32nd. Es folgten Gastrollen in Serien, wie Lost, CSI: Vegas, Numbers – Die Logik des Verbrechens, The Forgotten – Die Wahrheit stirbt nie, Castle, The Big Bang Theory, Hawaii Five-0 oder S.W.A.T.
2010 übernahm er als John eine wiederkehrende Rolle in der Serie Ktown Cowboys. Filmnebenrollen übernahm er etwa in Alvin und die Chipmunks 2, Takers – The Final Job oder als Agent Cole in Black Gold. Von 2010 bis 2015 spielte er die Rolle des Roy Jones in der Serie Hollywood Wasteland. 2017 war Joon als JD in einer Nebenrolle in Edgar Wrights Actionfilm Baby Driver an der Seite von Ansel Elgort und Jamie Foxx zu sehen.
2015 lieh er der Figur des Goh Min aus dem Videospiel Call of Duty: Black Ops III seine Stimme.

## Filmografie (Auswahl)
- 2007: West 32nd
- 2008: Lost (Fernsehserie, Episode 4x07)
- 2008: CSI: Vegas (CSI: Crime Scene Investigation, Fernsehserie, Episode 9x06)
- 2009: Numbers – Die Logik des Verbrechens (Numb3rs, Fernsehserie, Episode 5x13)
- 2009: Alvin und die Chipmunks 2 (Alvin and the Chipmunks: The Squeakquel)
- 2010: The Forgotten – Die Wahrheit stirbt nie (The Forgotten, Fernsehserie, Episode 1x17)
- 2010: Takers – The Final Job
- 2010: Ktown Cowboys (Fernsehserie, 9 Episoden)
- 2010: Undercovers (Fernsehserie, Episode 1x05)
- 2010–2015: Hollywood Wasteland (Fernsehserie, 7 Episoden)
- 2011: Die Zauberer vom Waverly Place (Wizards of Waverly Place, Fernsehserie, Episode 4x06)
- 2011: Black Gold
- 2011: The Big Bang Theory (Fernsehserie, Episode 4x19)
- 2011: Castle (Fernsehserie, Episode 4x04)
- 2012: Black November
- 2013: Navy CIS: L.A. (NCIS: L.A., Fernsehserie, Episode 5x07)
- 2014: Lucky Bastard
- 2016: Lucifer (Fernsehserie, Episode 1x05)
- 2017: Navy CIS (NCIS, Fernsehserie, Episode 14x11)
- 2017: Baby Driver
- 2018: Hawaii Five-0 (Fernsehserie, Episode 8x12)
- 2018: S.W.A.T. (Fernsehserie, Episode 1x11)
- 2019: Magnum P.I. (Fernsehserie, Episode 2x07)
- 2020: Prodigal Son (Prodigal Son, Fernsehserie, Episode 1x16)
- 2020: Bulge Bracket (Fernsehserie, 6 Episoden)
- 2020–2021: Fast & Furious Spy Racers (Fernsehserie, 10 Episoden, Stimme)
- 2022: Station 19 (Fernsehserie, Episode 5x12)
- 2023: Navy CIS: Hawaiʻi (Fernsehserie, Episode 2x15)
- 2023: Wolf Pack (Fernsehserie, 8 Episoden)